# Jan Steen (beeldhouwer)
Jan Steen (Assen, 14 januari 1938 – Groningen, 8 september 2016) was een Nederlandse schilder, graficus en beeldhouwer.

## Leven en werk
Steen kreeg zijn opleiding aan Academie Minerva in de stad Groningen (1974-1978). In zijn vroegere werk koos hij vooral voor dierfiguren, in zijn recente werk staat de geabstraheerde mens centraal. Hij woonde en werkte in Den Andel.
Hij werkte als beeldhouwer een aantal keren met andere kunstenaars samen. Zo maakte hij in 1986 met Jon Gardella een beeldengroep ter gelegenheid van de dorpsvernieuwing in Spijk. Met Harm van Weerden maakte hij De Golf (2000) voor bij het nieuwe zwembad in Hoogezand.
In 1978 maakte Steen een beeld van een kikker, voor de opleiding Tandheelkunde aan de A. Deusinglaan in Groningen. Rond 1996 is het beeld gestolen. Steen had nog een replica in zijn eigen tuin staan, waarvan een nieuw afgietsel is gemaakt. Deze is in 1998 geplaatst op de binnenplaats van het voormalig tandheelkundegebouw.

## Werken (selectie)
- 1978 kikker, Groningen
- 1982 Rudolf Agricola (1982), Baflo
- 1986 de Schreeuw (1986), Spijk. Gardella maakte een paard.[3]
- 1989 Cirkelgang, Nieuwe Pekela
- 1994 zonder titel, drie mensen, Groningen
- 2000 De Golf, Hoogezand, samen met Harm van Weerden